# Система секреції IV типу
Система секреції IV типу (англ. Type IV secretion system, T4SS) — система секреції бактерій, що використовуються для транспортування токсинів та ефекторних молекул до інших клітин та для транспортування ДНК або комплексів ДНК і білків при бактеріальній кон'югації. За рахунок кон'югації, гени можуть передаватися між бактеріями, що зокрема полегшує розповсюдження резистентності. Системи сектерії IV типу також залучені в механізми вірулентності, наприклад бактерії Helicobacter pylori, що відповідає за пептичну виразку або Legionella neumophila, що відповідає за легіонельоз. Ця система гомологічна системам адгезії бактерій та джгутикам архей.